# Бронепалубни крайцери тип „Дрезден“
Дрезден (на немски: Dresden) са серия бронепалубни крайцери на Императорските военноморски сили от началото на 20 век. Участват в морските сражения на Първата световна война, в хода на която потъват и двата кораба от серията. Те са развитие на крайцерите от типа „Кьонигсберг“. Всичко от проекта са построени 2 единици: „SMS Dresden“ и „SMS Emden“. Техен усъвършенстван вариант са крайцерите от типа „Колберг“.

## Проектиране и особености на конструкцията
Крайцерите от типа „Дрезден“ са проектирани 1905 – 1906 г. и са една от модификациите на крайцерите тип „Бремен“ за отработване на оптималната силова установка. На „Дрезден“ са поставени 2 парни турбини на „Парсънс“, задвижващи 4 гребни вала. На „Емден“ са използвани 2 парни машини тройно разширение, задвижващи 2 гребни вала. На крайцерите от типа „Дрезден“ има дванадесет тънкотръбни котли военноморски тип, димът на които се отвежда от три комина. За пореден път е прекомпонована котелната установка, която вече е разделена на четири котелни отделения. Компактното разполагане на котлите позволява те да бъдат преместени по-близо до мидъла, в резултат на което крайцерите получават красив и хармоничен силует.Далечината на плаване на „Дрезден“ е 3600 морски мили на 14 възела скорост, а „Емден“ има далечина на плаване 3760 морски мили на 12 възела.
При нормална водоизместимост метацентричната височина e 0,59 m.

### Въоръжение
Главният калибър се състои от десет 105-mm скорострелни оръдия система SK L/40 на единични лафети. Две оръдия са едно до друго на носа, шест по бордовете, по три на всеки борд и две в редица на кърмата. Общият им боекомплект са 1500 изстрела, по 150 на оръдие. Оръдията са с прицелна далечина на стрелбата 12 200 m. Корабите носят и осем 52-mm L/55 оръдия с общ боезапас 4000 изстрела. Крайцерите имат и два 450 mm траверсни подводни торпедни апарата с общ боезапас от пет торпеда.

### Брониране
Бронирана палуба е главната защита на крайцерите. Хоризонталният участък от палубата е с дебелина 20 – 30 mm, а скосовете към борда – 50 mm. Гласис – 80 mm. Палубата се спуска към носа и кърмата на крайцера. Бойната рубка е защитена в стените от Круповска броня дебела 100 mm и стоманена 20-mm на покрива. Щитовете на оръдията на главния калибър са дебели 50 mm.

### Силова установка
На крайцерите от типа „Дрезден“ са поставени 12 тънкотръбни двуогнищни котела военноморски тип (всички котли са на въглищно отопление), изработващи пара с работно налягане 16 атм. и повърхност на нагряване от 3160 – 3438 м².
На „Емден“ силовата установка се състои от две парни машини с тройно разширение и номинална мощност от 13 500 к.с. Това трябва да му осигури проектна максимална скорост от 23,5 възела (43,5 км/ч). „Дрезден“ е снабден с комплект парни турбини Парсънс, разчетени за 15000 к.с. и максимална скорост 24 възела (44,4 км/ч). На изпитанията корабите превишават проектната скорост. „Дрезден“ развива 25,2 възела при мощност 18880 к.с. при 594 об/мин. „Емден“ развива 24 възела при мощност 16350 к.с. Запасът гориво на „Дрездене“ съставлява до 860 тона въглища, далечината на плаване съставлява 3600 морски мил на ход 14 възела (26 км/ч) при 144 оборота в минута. Запасът гориво на „Емден“ съставлява до 790 тона въглища, далечината на плаване е 3760 морски мили на ход 12 възела (22 км/ч). На „Дрезден“ и „Емден“ има по три генератора, които произвеждат електроенергия с обща мощност 135 киловата при напрежение 110 волта.

## История на службата
И двата кораба към началото на Първата световна война се намират в чужбина и от първите дни на конфликта започват действия по морските комуникации на противника.

### „Дрезден“
Към началото на войната кораба се намира в Източна Индия. В Порт о Пренс при срещата с крайцера „Карлсруе“ се разменят командирите: бившият командир на „Дрезден“, капитан цур зее (капитан 1-ви ранг) Ерих Кьолер, преминава на „Карлсруе“, а на негово място пристига фрегатенкапитан (капитан 2-ри ранг) Фриц Людек.
След размяната на командира крайцерът получава заповед в случай на започване на военни действия да води крайцерска война. Крайцерът поема към присъединяване с Източно-Азиатската крайцерска ескадра на адмирал Максимилиан фон Шпее, като по пътя прихваща три кораба (8900 брт). След съединяването с ескадрата взема участие в сражението при Коронел, а след това и в сражението при Фолкландските острови. „Дрезден“ е единственият оцелял в това сражение германски кораб. На 14 март 1915 г. е засечен до остров Мас а Тиера от британските крайцери „Кент“ и „Глазгоу“. След взривяване на потопяващите заряди корабът потъва, загиват 7 души. По-голямата част от екипажа е интернирана.

### „Емден“
Крайцерът става един от най-известните рейдери на Първата световна война, като благодарение на опита и хитростта на своя командир, фрегатенкапитан Карл фон Мюлер, потопява или пленява 16 транспортни съда (70 825 брт), обстрелва и унищожава нефтохранилището на град Мадрас, дълго време остава неуловим, изплъзвайки се от преследването на 23 кораба. На 28 октомври 1914 г. на рейда на Пенанг „Емден“ потопява руския крайцер „Жемчуг“ и френския миноносец „Муске“.
На 9 ноември 1914 г. по време на опит да завладее телеграфната станция на Кокосовите острови е настигнат от австралийския лек крайцер „Сидни“. След ожесточен бой германският кораб се изхвърля на рифовете. По време на боя загиват 133 души.

## Списък на корабите от типа[1]
| Име         | Корабостроителница-строител | Дата на залагане | Дата на спускане на вода | Дата на влизане в състава на флота | Дата на извеждане от състава на флота/гибел | Съдба                                                                                     |
| ----------- | --------------------------- | ---------------- | ------------------------ | ---------------------------------- | ------------------------------------------- | ----------------------------------------------------------------------------------------- |
| SMS Dresden | Blohm & Voss, Хамбург       | 1907 г.          | 5 октомври 1907 г.       | 14 ноември 1908 г.                 | 14 март 1915 г.                             | Взривен от екипажа до острова Мас а Тиера в бой с британските крайцери „Кент“ и „Глазгоу“ |
| SMS Emden   | Kaiserliche Werft, Данциг   | 1906 г.          | 26 май 1908 г.           | 10 юли 1909 г.                     | 9 ноември 1914 г.                           | Загива при Кокосовите острови в бой с австралийския лек крайцер „Сидни“                   |

## Оценка на проекта
| ТТХ на крайцери                  |                                                                  |                                    |                                        |                                                             |                                          |
| Характеристики                   | „Нюрнберг“ · Германия                                            | „Адмирал Шпаун“ Австро-Унгария     | „Бодицея“ · Великобритания             | „Дрезден“ · Германия                                        | „Честър“ · САЩ                           |
| Година на залагане               | 1906                                                             | 1908                               | 1907                                   | 1907                                                        | 1905                                     |
| Година на влизане в строй        | 1908                                                             | 1910                               | 1909                                   | 1908                                                        | 1908                                     |
| Размери, m (Д×Ш×Г)               | 116,8 ×13,3 ×5,24                                                | 130,6×12,8×5,3                     | 123,4×12,5×4,3                         | 118×13,4×5,3                                                | 129×14,3×5,1                             |
| Водоизместимост, t               | 3469                                                             | 3500                               | 3353                                   | 3664                                                        | 3810                                     |
| Въоръжение                       | 10 – 105-mm, 10 – 52-mm, ТА 2×1 – 450-mm                         | 7 – 100-mm, 1 – 47-mm              | 6 – 102-mm, 4 – 47-mm, ТА 2×1 – 450-mm | 10 – 105-mm, 8 – 52-mm, ТА 2×1 – 450-mm                     | 2 – 127-mm, 6 – 76,2-mm, ТА 2×1 – 533-mm |
| Брониране, mm                    | Палуба – 20 – 30, скосове – 45 – 80, щитове ГК – 50, рубка – 100 | Палуба – 20, пояс – 60, рубка – 50 | Палуба – 25, рубка – 102               | Палуба – 20 – 30, скосове – 50, щитове ГК – 50, рубка – 100 | Палуба – 25, пояс – 51                   |
| Силова установка, к.с.           | ПМ, 13 200 (12 000)                                              | ПТ, 25 130                         | ПТ, 18 000                             | ПТ, 15 000                                                  | ПТ, 16 000                               |
| Далечина на плаване, морски мили | 4120 на 12 възела                                                | 4200 на 10 възела                  | 3490 на 10 възела                      | 3500 на 14 възела                                           |                                          |
| Проектна скорост, възела         | 23                                                               |                                    | 25                                     | 24                                                          | 24                                       |
| Максимална скорост, възела       | 23,4                                                             | 27,07                              |                                        | 25,2                                                        | 26,52                                    |

## Интересни факти
- На крайцера „Дрезден“, като лейтенант, служи Вилхелм Канарис, бъдещ адмирал и глава на военното разузнаване на Германия – Абвер[4].

## Коментари
1. ↑  Всички данни са към момента на влизането в строй.
2. ↑  Според немската класификация те се обозначават като малки крайцери (на немски: Kleiner Kreuzer).
3. ↑  Префиксът „SMS“ е от на немски: Seiner Majestat Schiff (Кораб на Негово Величество).
4. ↑  Съгласно номенклатурата на артилерията на флота на Германската империя „SK“ (Schnelladekanone) означава „скорострелно оръдие“, а L/40 означава сравнителната дължина на оръдието в калибри. В дадения случай L/40 означава, че дължината на оръдието съставлява 40 негови калибра (105 × 40).
5. ↑  За британските и американски кораби в източниците водоизместимостта се дава в дълги тона, числото е превърнато в метрични тонове